# Albina z Cezarei

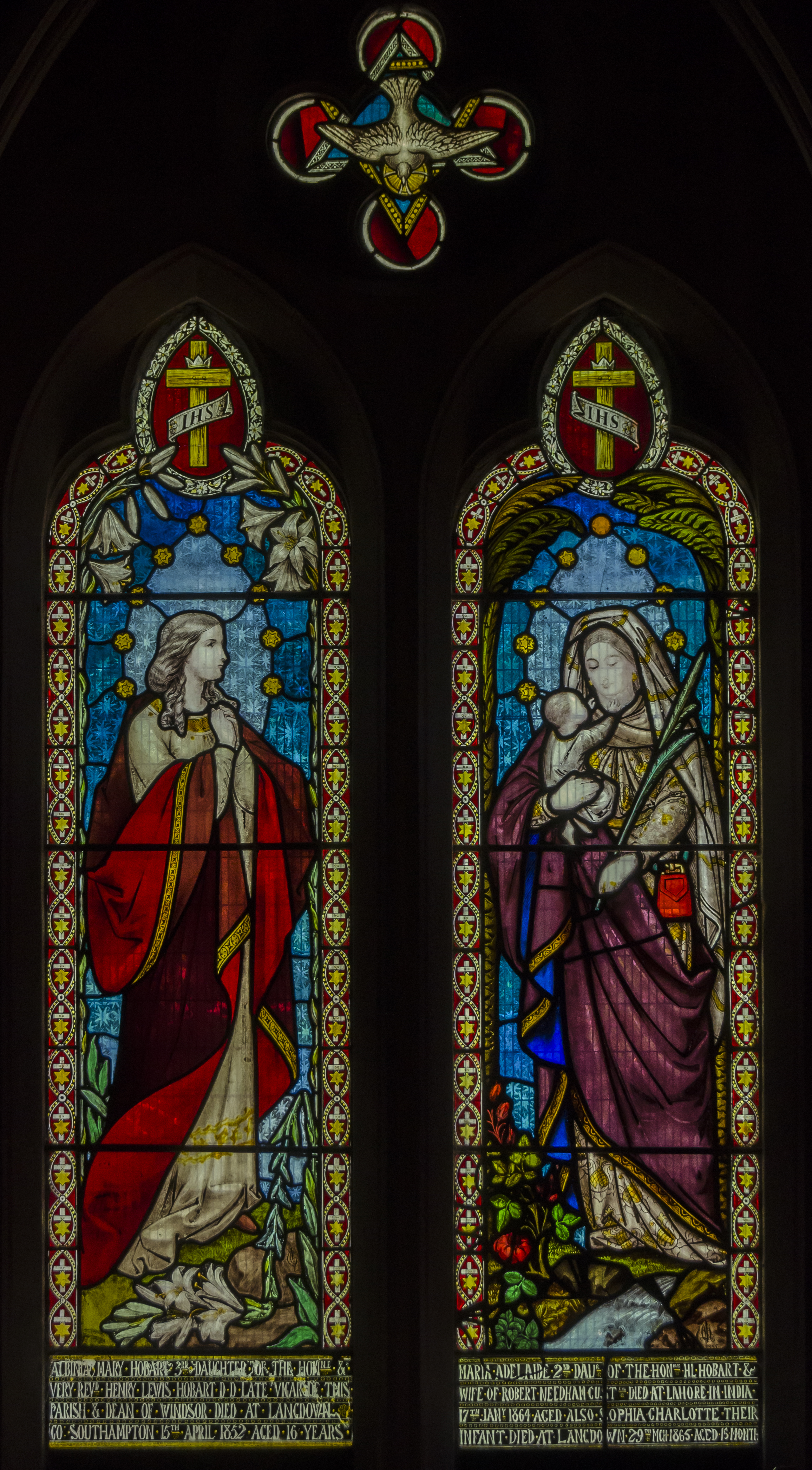
Przedstawienie św. Albiny na witrażu wraz z Najświętszą Marią Panną z Dzieciątkiem Jezus

Albina z Cezarei, również Albina z Formia (ur. 238, zm. 250 w Cezarei Palestyńskiej) – dziewica i męczennica, święta Kościoła katolickiego.

## Życiorys
Pochodziła ze znamienitego rodu, słynęła ze swej piękności i inteligencji. Wielką miłością darzyła bliźnich: opiekowała się żebrakami i chorymi. Jej życie przypadło na czasy panowania cesarza Decjusza, który postanowił przywrócić i promować starożytną religię rzymską. Ustanowił obowiązek dla wszystkich obywateli rzymskich do oddania pokłonu bogom i złożenia ofiary. W zamian otrzymywali oni libellus, czyli rodzaj świadectwa potwierdzającego złożenie ofiary. 
Albina sprzeciwiła się temu i nie złożyła ofiary, ale przyznała się do wiary w Jezusa Chrystusa. Została za to poddana torturom i ścięta 16 grudnia 250 roku.
Jej ciało wraz ze szczątkami innych męczenników umieszczono na łodzi, która dryfowała po morzu i dotarła do Gaety, gdzie też zostało pogrzebane.

## Atrybuty
Jej atrybutami są: statek, anioł, palma męczeństwa, lilia i nagietek. 

## Wspomnienie liturgiczne

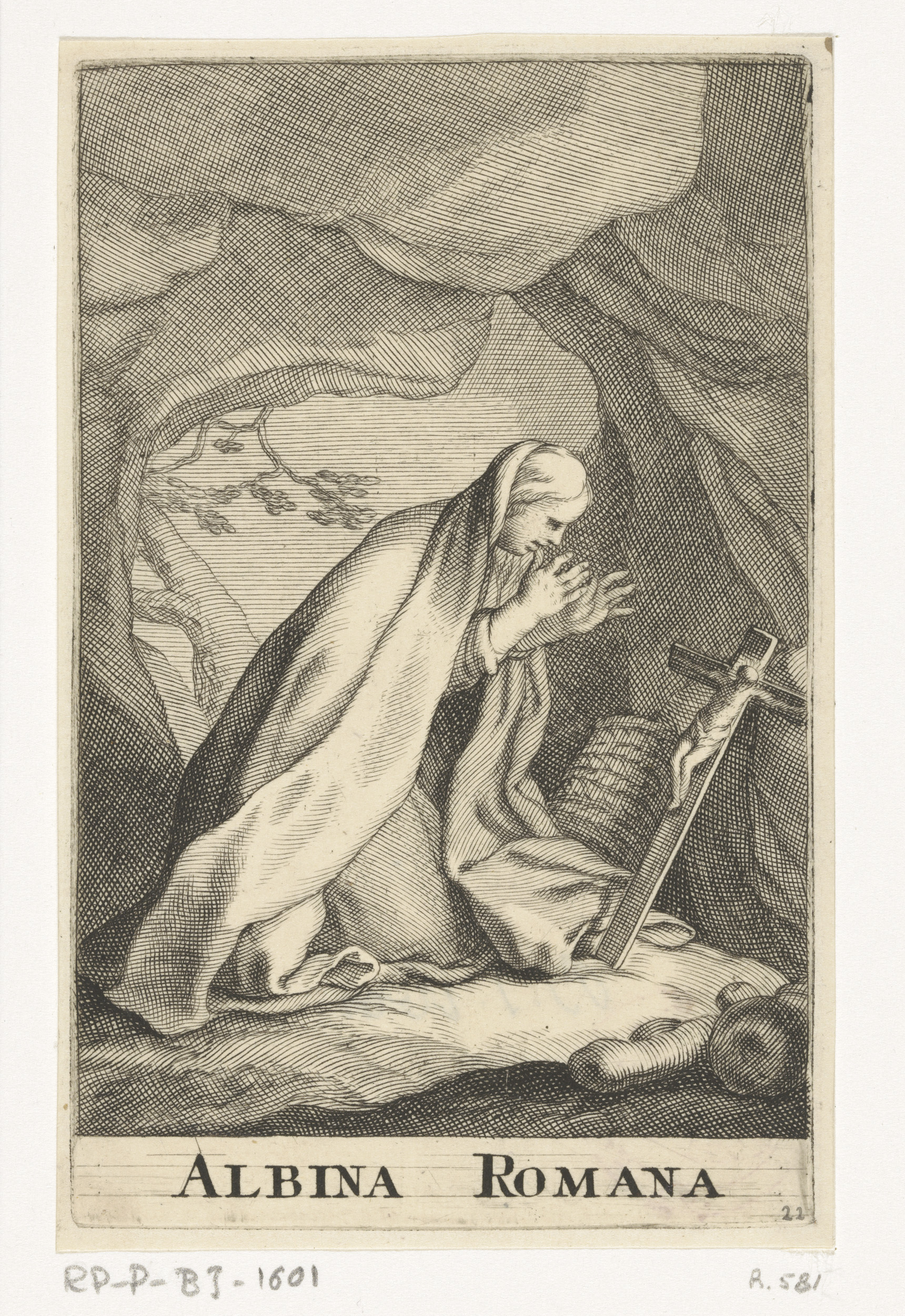
Święta Albina na XVII-wiecznej rycinie

Wspominana jest w dies natalis – 16 grudnia.